# Silvio Santos e Suas Colegas de Trabalho - 15 Anos de Sucessos Carnavalescos
Silvio Santos e Suas Colegas de Trabalho - 15 Anos de Sucessos Carnavalescos, ou simplesmente 15 Anos de Sucessos Carnavalescos, é o terceiro álbum musical da discografia do empresário e apresentador de televisão brasileiro Silvio Santos. Foi lançado em 1981 em formato LP pelo selo RCA Victor.

## Faixas
1. Movimento Feminista (E. Augusto)
2. Oi Tá-Tá-Tá (J. Junior, V. Longo)
3. Transplante de Corintiano (Manoel Ferreira, Ruth Amaral e Gentil Junior)
4. Bebê de Proveta (João de Barro)
5. Mandioca (J. Junior, V. Longo)
6. Acho que Sim (M. Ferreira, R. Amaral)
7. Gigi (M. Ferreira, R. Amaral, J.R. Kelly)
8. Compensou (V. Longo, J. Junior)
9. Pacote de Mulher (João de Barro)
10. Beijoqueiro (J. Nunes, M. A. Nunes)
11. Índio Quer Dançar (M. Ferreira, G. Junior)
12. Marcha do Cachorro [A Vez do Osso] (V. Longo, W. Camargo)
13. Ela Merece (A. Parini)
14. Caranguejo (V. Longo, W. Camargo)
15. A Bruxa Vem Aí (M. Ferreira, R. Amaral)
16. Marcha do Barrigudinho (M. Ferreira, G. Junior)
17. Chapeuzinho Vermelho (B. Lobo, J. N. Oliveira)
18. Dig-Dim (V. Longo, W. Camargo)